# King René's Daughter
King René's Daughter è un film muto del 1913 diretto da Eugene Moore (con il nome W. Eugene Moore Jr.).
Il film è tratto dal dramma danese in versi di Henrik Hertz Kong Renés Datter, scritto nel 1845.

## Trama
Per ragioni di stato, re René - che è appena diventato padre di una bella bambina - promette la neonata in sposa al conte di Vaudemont. Subito dopo la cerimonia che sancisce il contratto, il palazzo prende fuoco. La bimbetta, chiusa nella sua stanza insieme alla nutrice, viene salvata in extremis ma perde la vista. Il medico di corte, il moro Ebn Jahia, predice che guarirà solo al compimento dei suoi sedici anni. Il re, allora, invia una missiva al conte per chiedergli di non venire a prendere la sposa se non dopo il sedicesimo compleanno di Yolanthe.
La fanciulla cresce felice in una casa immersa nel verde di un giardino, accudita con cura dalla nutrice e da una guardia. Non solo non si rende conto di essere cieca, ma ignora di essere la figlia del re. Un giorno, allo scadere dei sedici anni, il re e il medico si recano da lei. Ibn Jahia usa i suoi sortilegi per riportare la vista alla giovane cieca: la addormenta posandole sul petto un amuleto che deve influire sulla sua guarigione.
Nel giardino lasciato incustodito si introduce Vaudemont che si trova in viaggio per andare a corte, a vedere finalmente la promessa sposa. La bella addormentata che scopre immersa in un sonno profondo e strano, lo intriga e affascina. Le toglie l'amuleto dal petto e Yolanthe si sveglia. Ma è ancora cieca. Il giovane conte dapprima non si rende conto del fatto, poi, a poco a poco, si accorge che la bellissima ragazza di cui si è subito innamorato, è priva della vista.
Quando parte insieme al suo accompagnatore, decide di mandare una lettera al re, dove gli dichiara di non poter più sposare sua figlia, essendosi innamorato di un'altra. Di ritorno da Yolanthe, il re riceve il messaggio di Vaudemont che arriva poco dopo. Il giovane confida che non gli interessa se la giovane che ama è cieca: lui sarà per lei il più fedele dei pretendenti. Il re gli rivela allora che la ragazza che ama è proprio la sua promessa sposa. Giunge anche Yolanthe: il medico moro ha messo in opera le sue cure magiche e la fanciulla ha riacquistato la vista. Terrorizzata da quel mondo sconosciuto che le si apre davanti agli occhi, è rassicurata dalle parole e dall'affetto del padre che le si rivela e dalla consapevolezza di aver trovato l'amore in Vaudemont.

## Produzione
Il film fu prodotto dalla Thanhouser Film Corporation con il titolo di lavorazione Iolante.
Il film è tratto dal dramma danese in versi di Henrik Hertz Kong Renés Datter, scritto nel 1845. Vi si narra la storia romanzata di Yolanda di Lorena, la figlia di Renato d'Angiò (il re René del titolo). L'opera godette di popolarità immensa durante il XIX secolo e fu rielaborata in inglese da Edmund Phipps. A Broadway venne rappresentata nel 1850 e poi nel 1906, al New Amsterdam Theatre.

## Distribuzione
Distribuito dalla Mutual, il film uscì nelle sale cinematografiche statunitensi il 1º luglio 1913. Il primo cartello del film, sotto il logo della casa di produzione, annuncia: "The Thanhouser Film Corporation of New Rochelle N.Y. presents Miss Maude Fealy in King René's Daughter".